# Dr. Martens
Dr. Martens (frequentemente referidas como Doc Martens) é uma marca inglesa, criada na Alemanha em 1946, que inclui calçados, vestuários e acessórios, e que foi adotada nos anos 1960 e 1980 pela contra cultura, principalmente pelo movimento punk rock. 
Os calçados, frequentemente conhecidos como Doc Martens, Docs ou DMS, é diferente por causa do seu solado por amortecimento aerado (dublado Bouncing Soles), desenvolvido pelo Dr. Klaus Märtens da Alemanha. As botas e sapatos foram especialmente popular entre os skinheads, punks, grungers e membros de algumas subculturas juvenis.

## História
Klaus Märtens era médico no exército alemão durante a II Guerra Mundial. Enquanto estava de licença em 1945, machucou o tornozelo quando esquiava nos Alpes da Baviera. Ele descobriu que o padrão das botas militares era muito desconfortável e o deixava com os pés machucados. Enquanto se recuperava, ele projetou melhorias para as botas, como o couro macio, e solas por amortecimento aerado. Quando a guerra terminou e alguns alemães saquearam suas próprias cidades, Martens pegou couro da loja de um sapateiro e com ele fez um par de botas, com solas amortecidas.
Martens não teve muita sorte vendendo seus sapatos, até que ele se encontrou com um velho amigo seu da universidade, Dr. Herbert Funck, em Munique, em 1947. Funck ficou intrigado com o design dos novos modelos de sapatos e os dois entraram em negócio em Seeshaupt no mesmo ano, na Alemanha, usando borracha descartada de aeroportos da Luftwaffe (força aérea alemã). As solas confortavéis e duravéis foram um grande sucesso entre as donas de casa, sendo que 80% das vendas foram para mulheres com mais de 40 anos.
As vendas haviam crescido tanto que, em 1952, abriram uma fábrica em Munique. Em 1959, a empresa tinha crescido tanto, que Maertens e Funck consideraram a venda no mercado internacional de calçados. Quase que imediatamente, o fabricante de sapatos British R. Griggs Group Ltd. comprou os direitos de patente para fabricação do calçado no Reino Unido. O Griggs Anglicano (o nome mudou para Maertens e Martens, e este foi mais comercial), logo reestruturaram o calcanhar para melhor, acrescentaram a vira de costura amarela, e patentearam a sola como AirWair.

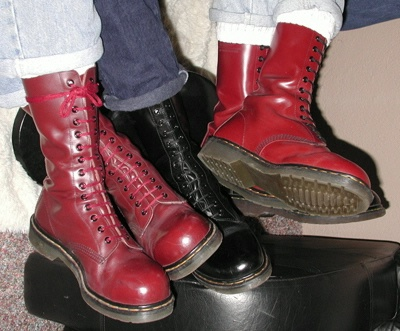
Dr. Martens é o calçado mais usados pelos punks e skinheads

As primeiras botas Dr. Martens no Reino Unido sairam em 1 de abril de 1960 (portanto, conhecido como estilo 1460 (01/04/1960) e ainda em produção hoje) com oito ilhóses, na cor vermelho-cereja, feito em couro Napa. Originalmente, as botas eram feitas por alguns fabricantes de calçados na área de Northamptonshire, enquanto a Dr. Martens passavam os padrões de qualidade. Eles eram populares entre os trabalhadores, como carteiros, policiais e operários. No final dos anos 1960, os skinheads começaram a usar as botas Dr. Martens. No final de 1970, as botas Dr. Martens eram populares entre os integrantes do movimento punk rock britânico e músicos de New Wave, e logo, muitos fãs de punk rock vestiam-os. As botas e sapatos, em seguida, se tornaram populares entre outras subculturas juvenis.
Dr. Martens patrocinou o Rushden & Diamonds F.C. de 1998 a 2003. Quando um novo estande principal foi construído no Nene Park, em 2001, o estande foi nomeado como "Airwair Stand", em reconhecimento ao vínculo de patrocínio. Na década de 2000, as Dr. Martens foram vendidos exclusivamente sob o nome AirWair, e entrou em dezenas de estilos diferentes, incluindo sapatos pretos convencionais, sandálias e botas steel-toed.
Em 1 de Abril de 2003, sob a pressão do declínio das vendas, a empresa Dr. Martens deixou toda a produção no Reino Unido, e a transferiu para a China e a Tailândia. Com esta mudança veio também o fim da empresa vegan-friendly, contra produtos de couro animal, que foram produzidos desde janeiro de 2000. Em 2007, a empresa começou a produzir seus calçados novamente na Inglaterra, no Cobbs Lane Fábrica de Wollaston. Entre estes produtos, veio a linha "Vintage", que a empresa anunciou como sendo feita segundo as especificações originais, e que pode ser comprado nas Dr. Martens USA ou Dr. Martens UK.

## Galeria

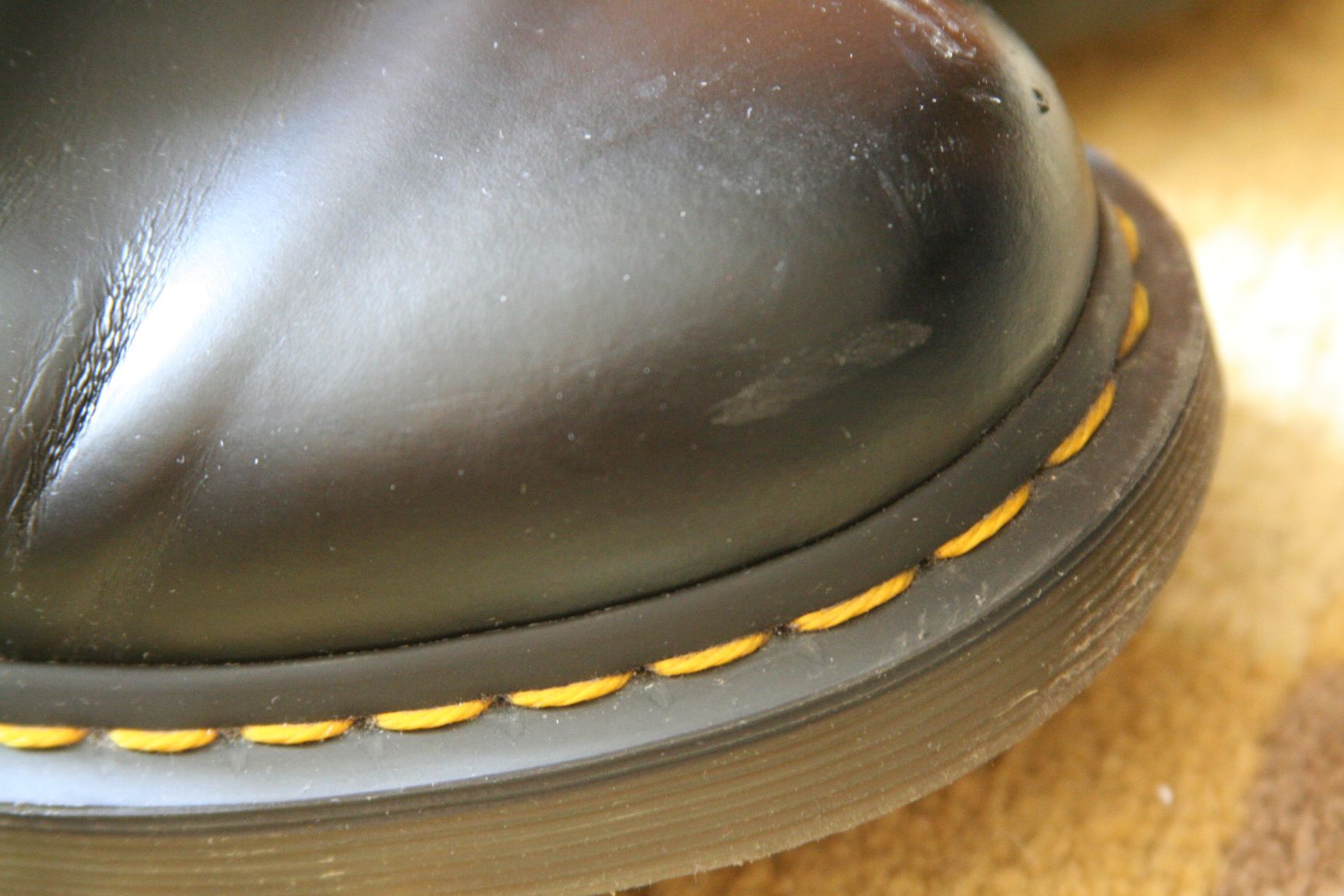
Vira com costura amarela de um sapato Dr. Martens.
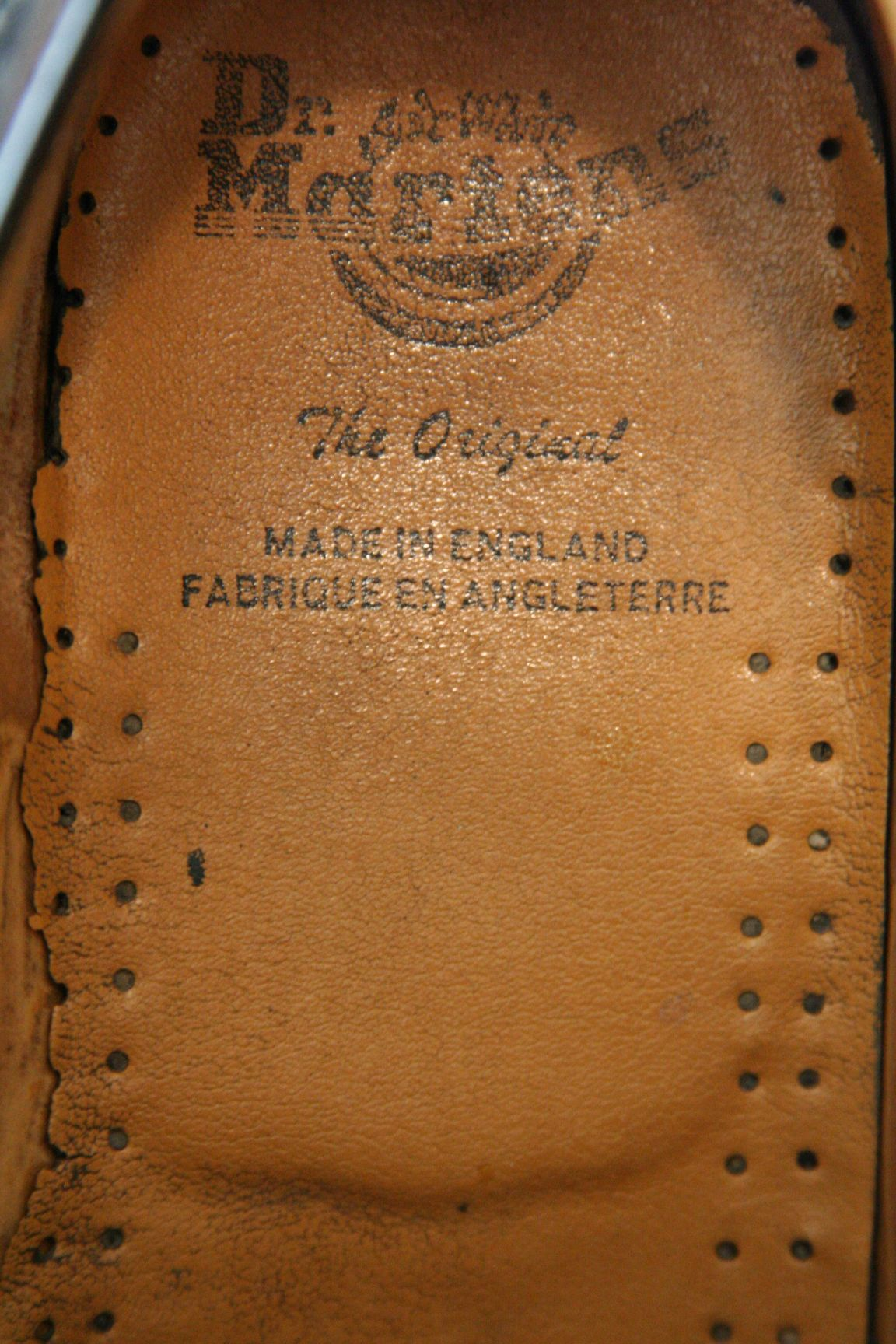
Interior de um Dr. Martens fabricado na Inglaterra antes de 2003.
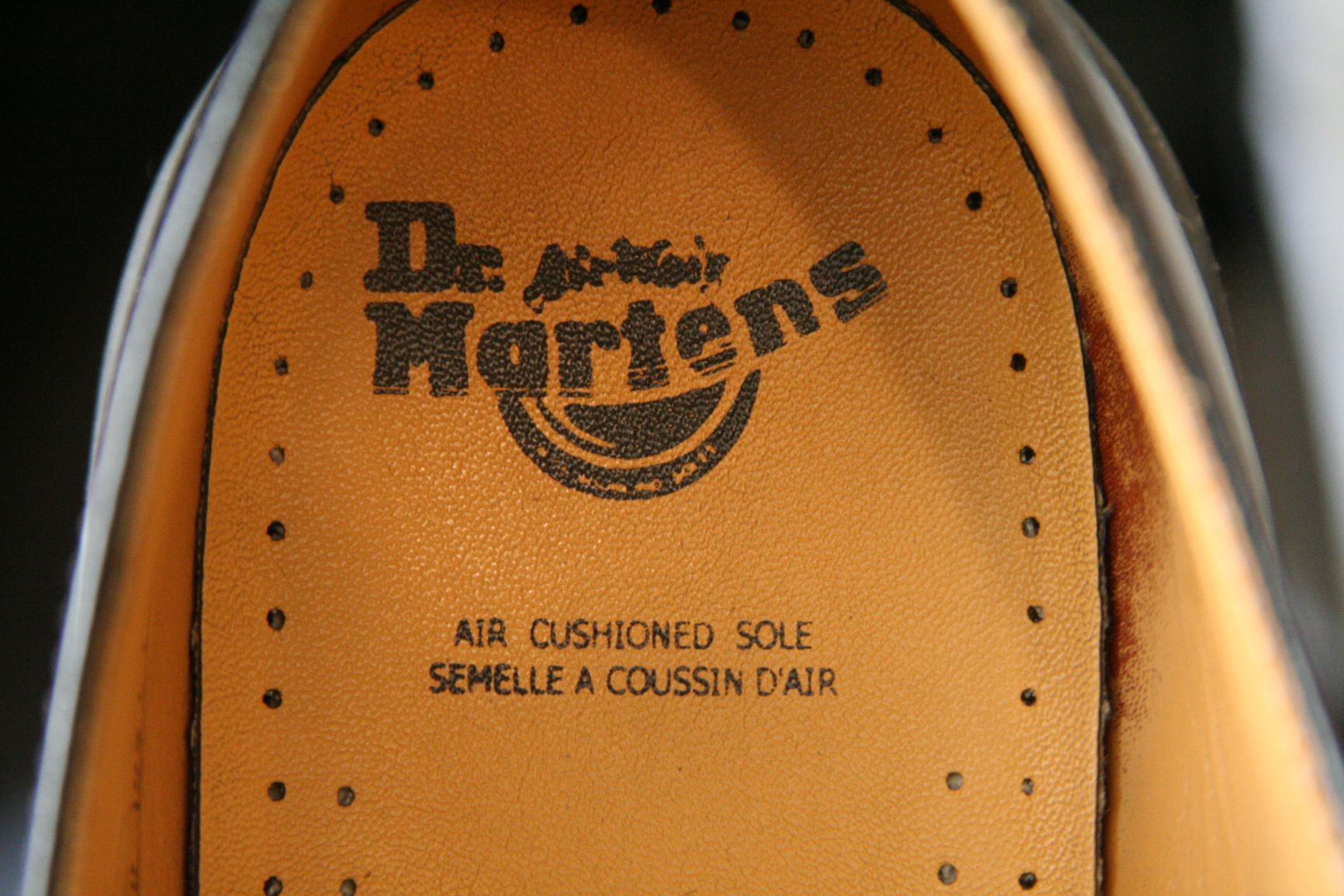
Interior de um Dr. Martens fabricado na Tailândia depois de 2003.
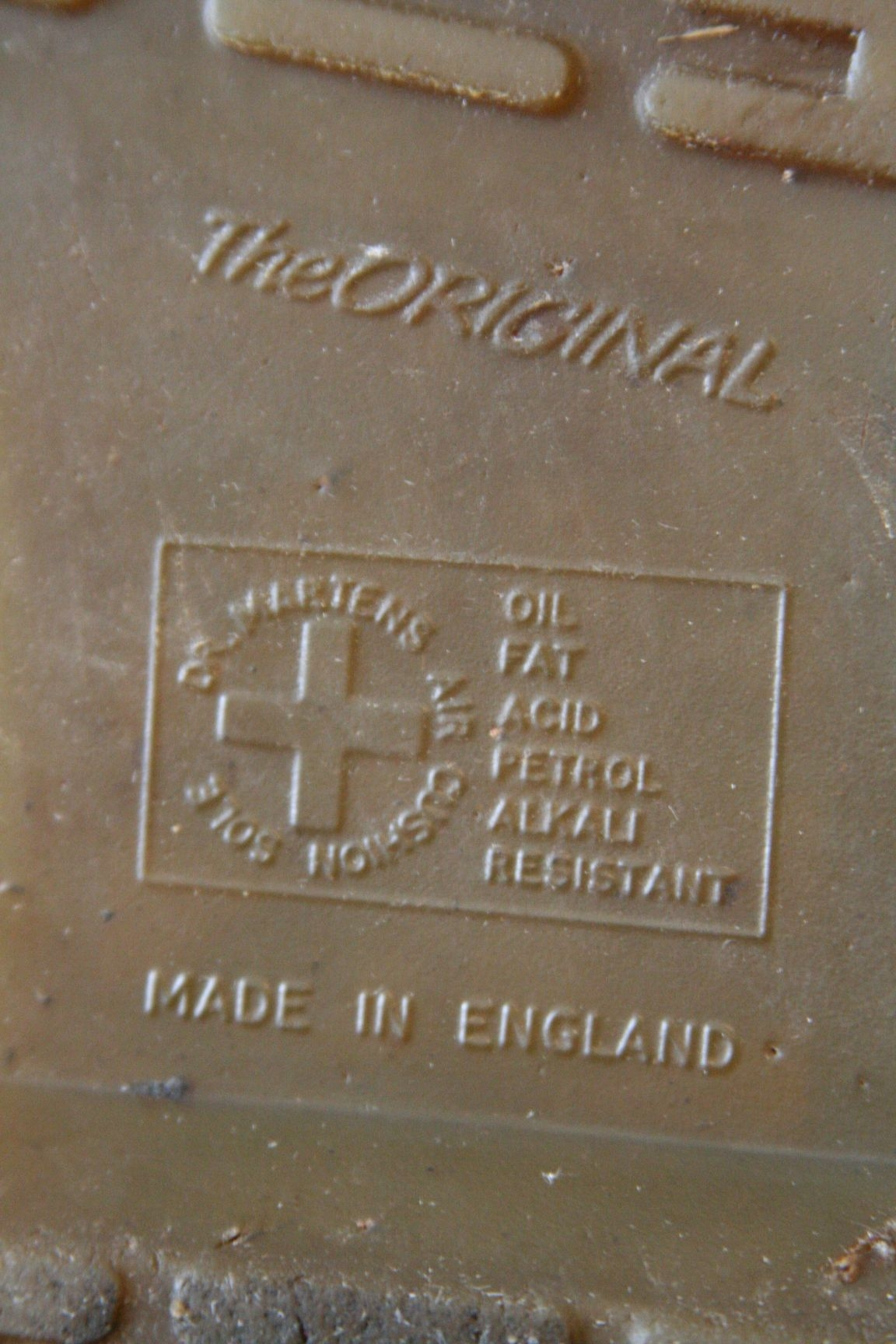
Solado de um Dr. Martens fabricado na Inglaterra antes de 2003.
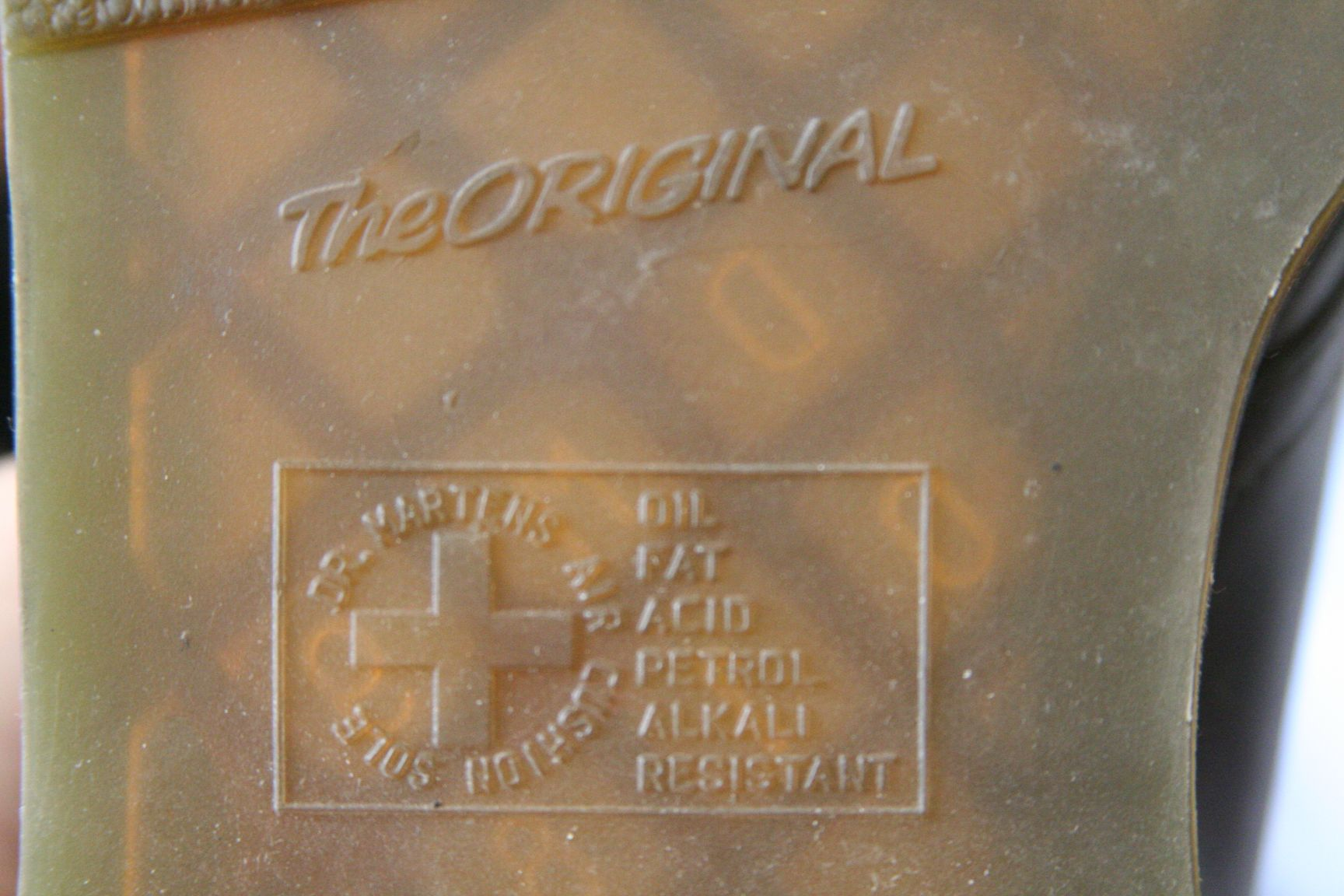
Solado de um Dr. Martens fabricado na China depois de 2003.